# Heinrich Gentz

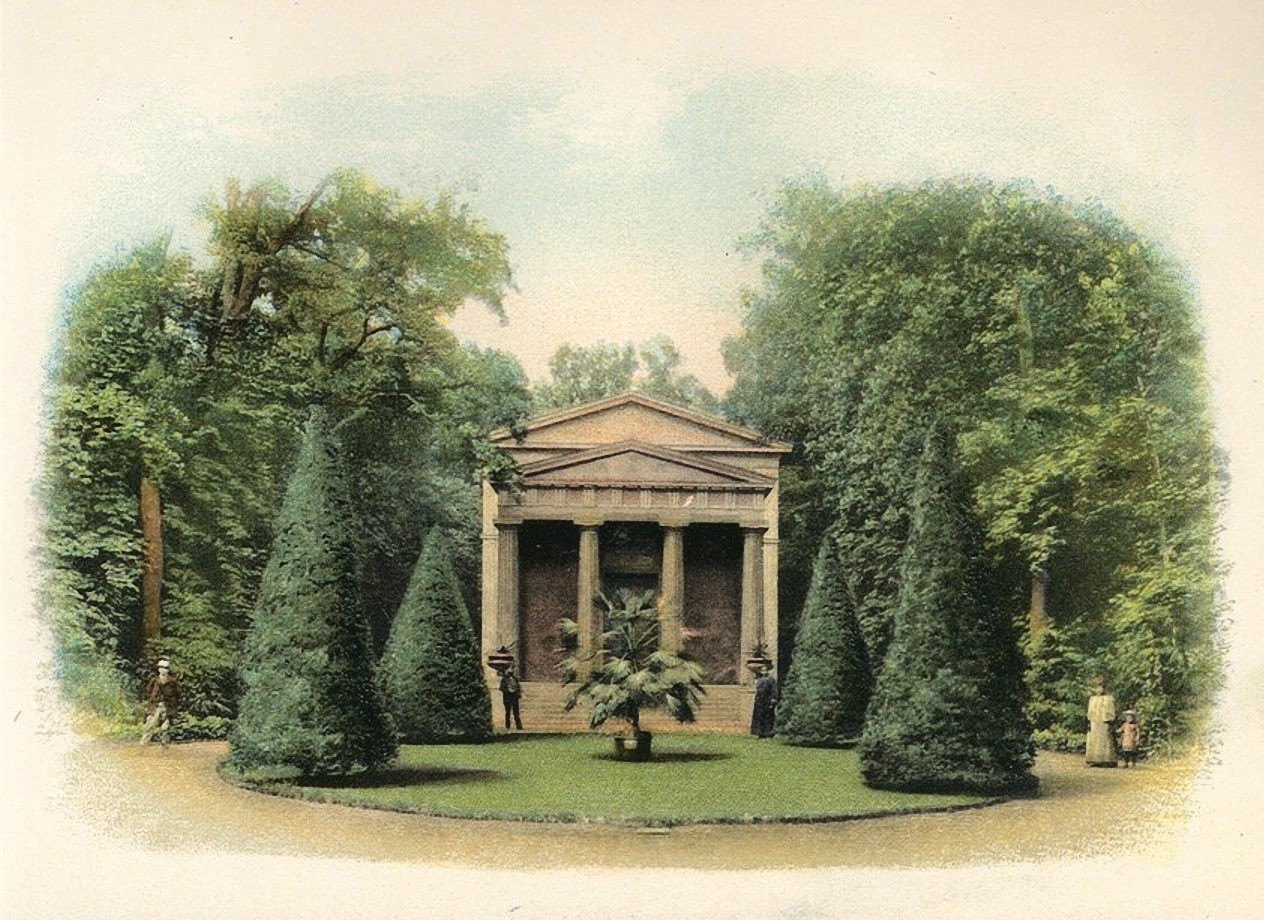
1810-1811 Heinrich Gentz Mausolée de la reine Louise dans le parc du château de Charlottenbourg

Heinrich Gentz (né le 5 février 1766 à Breslau et mort le 3 octobre 1811 à Berlin ; nom complet : Johann Heinrich Gentz) est un architecte prussien du classicisme et fonctionnaire du bâtiment prussien.

## Biographie
Gentz est le deuxième fils du maître de la monnaie de Breslau Johann Friedrich Gentz(e), qui est appelé à Berlin en tant que directeur général de la monnaie en 1779 et est ami avec Gotthold Ephraim Lessing, Emmanuel Kant, Moses Mendelssohn et Christian Garve. Du côté de sa mère, il est un cousin du tuteur du prince et ministre prussien Frédéric Ancillon. Par l'intermédiaire de son frère Friedrich von Gentz, publiciste et historien à Vienne et plus proche collaborateur du prince de Metternich, et de son autre frère Ludwig, conseiller de guerre au ministère prussien des Finances, il est lié par alliance et ami de l'architecte Friedrich Gilly ; les épouses de F. Gilly et H. Gentz sont également sœurs.
Gentz est formé comme architecte par Carl von Gontard à l'Académie des Beaux-Arts de Berlin de 1783 à 1790. De 1790 à 1795, il séjourne en Italie, passant trois ans et demi à Rome et étudiant plus longtemps les vestiges grecs de construction en Sicile, dont il écrit un récit de voyage détaillé. Il travaille ensuite à Berlin à l'Oberhofbauamt, à partir de 1796 également à l'Académie des Arts et en 1799 est cofondateur de l'Académie d'architecture de Berlin, où il enseigne en tant que professeur d'architecture urbaine. Johann Wolfgang von Goethe obtient son congé à Berlin en 1801 et l'amène à Weimar, où il travaille pour le duc Charles-Auguste sur le palais résidentiel et d'autres bâtiments de la cour à Weimar et Bad Lauchstädt. Gentz développe une relation étroite avec Goethe à Weimar et fait la connaissance de Friedrich von Schiller et Christoph Martin Wieland. En 1803, il retourne à Berlin et devient la même année membre du sénat de l'académie des beaux-arts (membre titulaire à partir de 1805, secrétaire à partir de 1809). En tant qu'Oberhofbaurat, il est nommé premier directeur de la commission de construction du palais de Berlin en 1810, et la même année, il est responsable de l'aménagement du palais du Prince Henri en université avec Wilhelm von Humboldt et Aloys Hirt, qu'il connaissait déjà d'Italie. De plus, il rejoint la société sans loi de Berlin en 1810. Sa vie et son œuvre se sont achevées à l'âge de 45 ans à Berlin.

## Travaux

### bâtiments et conceptions

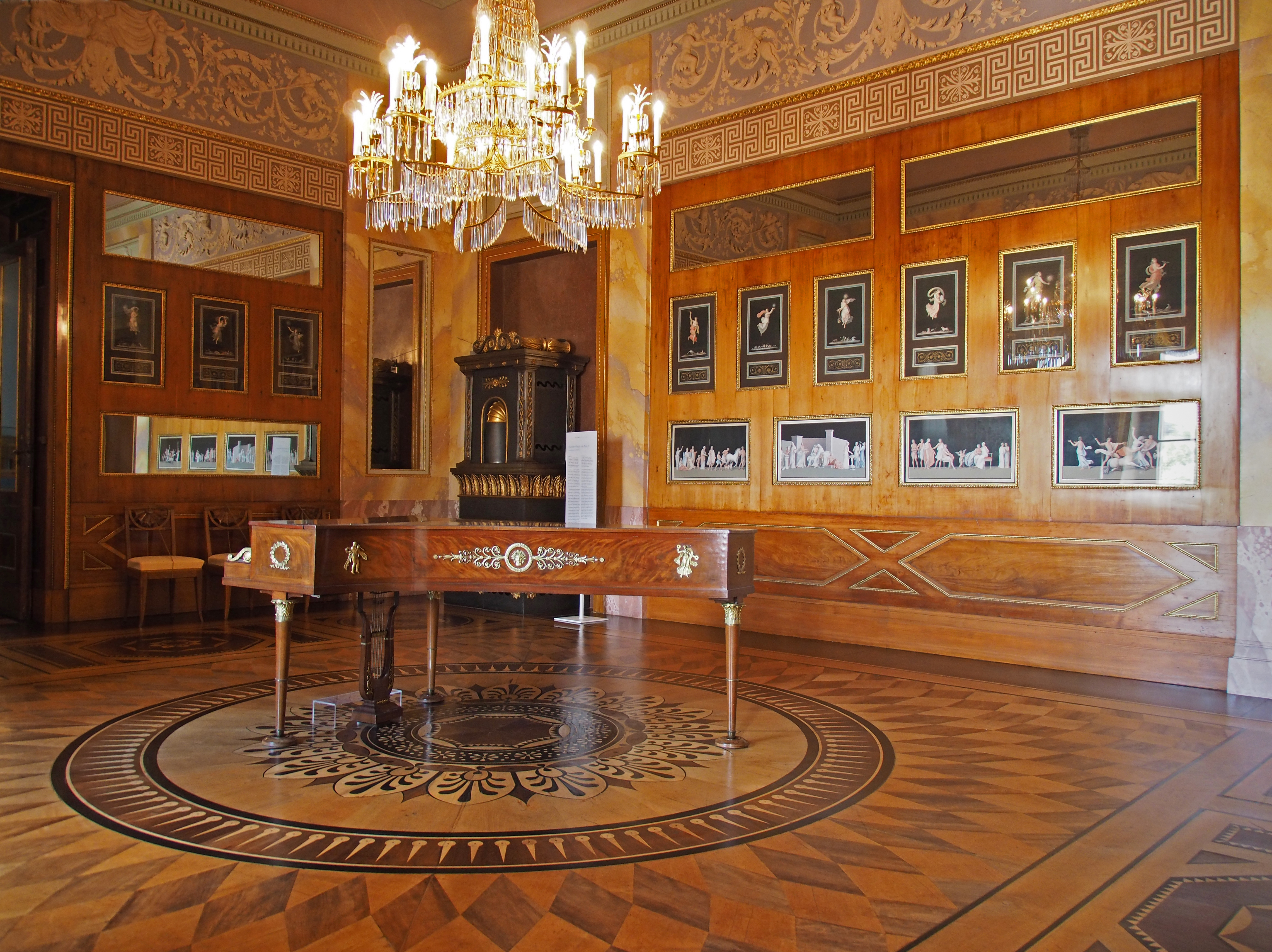
" Zedernzimmer ", la salle sociale de Maria Pavlovna au château de Weimar

- 1798–1800: Monnaie royale (de) au Werderscher Markt à Berlin, démoli en 1886.
- 1800 : Tombeau de Friedrich Gilly
- 1801-1803 : Agrandissements du château de Weimar
- 1802 : Théâtre Goethe (de) à Bad Lauchstädt
- 1803 : Porte de Kegel (de) à Weimar
- (1803-1804) : Manège (de) et champ de tir (de) à Weimar[1],[2]
- 1806 : Conception pour la Neue Wache à Berlin en tant que projet d'embellissement de la zone située entre les tilleuls et le palais royal[3],[4],[5]
- 1804–1808 : Manoir de Beyme (également manoir de Steglitz ou château de Wrangel) à Berlin-Steglitz, avec David Gilly
- 1810 : Conception de l'amphithéâtre de l'Université de Berlin au Palais du Prince Henri
- 1809–1811 : Bâtiment principal du Palais des Princesses à Berlin[6]
- 1810–1811 : Mausolée de la reine Louise dans le parc du château de Charlottenbourg (agrandi par Karl Friedrich Schinkel).

### écrits
- Briefe über Sizilien. In: Neue deutsche Monatsschrift 1795, S. 314–345.
- Beschreibung der für das Huldigungsfest bestimmten und ausgeführten Verzierungen. In: Jahrbuch der preußischen Monarchie 2, 1798, S. 467–476.
- Beschreibung des neuen Königlichen Münzgebäudes. In: Sammlung nützlicher Aufsätze und Nachrichten die Baukunst betreffend 4, 1800, 1, S. 14–26 (Digitalisat).
- Michael Bollé, Karl-Robert Schütze (Hrsg.): Heinrich Gentz. Reise nach Rom und Sizilien 1790–1795. Aufzeichnungen und Skizzen eines Berliner Architekten. Berlin 2004  (ISBN 3-922912-57-5).